# توماس لئونیداس کریتندن
توماس لئونیداس کریتندن (انگلیسی: Thomas Leonidas Crittenden; ۱۵ مهٔ ۱۸۱۹ – ۲۳ اکتبر ۱۸۹۳) فرد نظامی اهل ایالات متحده آمریکا بود.